# Sågtandskurva

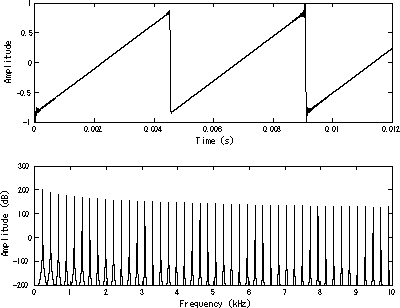
En sågtandskurva definierad av tid och frekvens.

En sågtandskurva approximeras med ett antal sinuskurvor.

En sågtandskurva, eller sågtandsvåg, är en vågform, det vill säga en periodisk funktion. Den har fått sitt namn genom att den ser ut som en såg. Enligt matematiska konventioner stiger kurvan linjärt under hela perioden, för att diskontinuerligt återgå till utgångsläget.
Ett enkelt exempel på en sågtandskurva är den styckvis linjära funktionen
{\displaystyle x(t)=t-\operatorname {floor} (t)}
där floor (t) är golvfunktionen. I detta fall är perioden 1.
En mer allmän form är
{\displaystyle x(t)=2\left({t \over a}-\operatorname {floor} \left({t \over a}+{1 \over 2}\right)\right)}
som ger en sågtandskurva med perioden a.
Kurvan kan framställas med en fourierserie som närmar sig kurvan asymptotiskt.
{\displaystyle x_{\mathrm {sawtooth} }(t)={\frac {2}{\pi }}\sum _{k=1}^{\infty }{\frac {\sin(2\pi kft)}{k}}}
där f är frekvensen. Denna utveckling visar att en perfekt sågtandskurva har oändligt många övertoner - men en numerisk approximation (till exempel Snabb fouriertransform) är antalet övertoner ändligt, och funktionen blir kontinuerlig.
Även en triangelvåg benämnas ibland sågtandvåg, alternativt sågtandkurva.

## Tillämpningar
Genom sin rikedom på övertoner kan sågtandskurvan användas som bas i de flesta analoga synthesizer-ljud i till exempel elorglar. Den används också för lodrät och vågrät avböjning av elektroner i katodstrålerör i till exempel TV-skärmar, så att elektronstrålen panorerar periodiskt över hela skärmen. Även oscilloskop använder sågtandskurvor för att generera sin bild.